# تشارلز فريدريك
تشارلز فريدريك (بالإنجليزية: Charles Frederick)‏ هو لاعب كرة قدم أمريكية أمريكي، ولد في 2 فبراير 1982 في ليك وورث في الولايات المتحدة.

## وصلات خارجية
- تشارلز فريدريك على موقع كلية كرة السلة في سبورتس رفرنس.كوم (الإنجليزية)
- تشارلز فريدريك على موقع ريلجم (الإنجليزية)
- تشارلز فريدريك على موقع JustSportsStats.com (الإنجليزية)